# Geronimo (Lied)
Geronimo ist ein Lied der dänischen Sängerin Aura Dione. Es wurde am 19. September 2011 veröffentlicht und ist die erste Singleauskopplung aus ihrem Album Before the Dinosaurs. Das Lied konnte in vielen Ländern die Charts erreichen und wurde in Deutschland, in Dänemark und in Österreich ein Nummer-1-Hit, in Deutschland der zweite nach I Will Love You Monday (365). In Deutschland und Dänemark erreichte die Single Platin- und in Österreich und der Schweiz Goldstatus. Im Lied geht es darum, sich selbst nicht anzulügen und seine Träume zu leben. Es gibt ein gleichnamiges Lied der australischen Band Sheppard aus dem Jahr 2014, das auf dem Album Bombs Away erschienen ist.

## Entstehung
Das Stück wurde von David Jost mit Ian O’Brien-Docker und Joachim Persson geschrieben. Auch produzierte Jost den Song.

## Chartplatzierungen
| ChartsChartplatzierungen | Höchstplatzierung | Wochen |
| ------------------------ | ----------------- | ------ |
| Dänemark (IFPI/Nielsen)  | 1 (22 Wo.)        | 22     |
| Deutschland (GfK)        | 1 (26 Wo.)        | 26     |
| Österreich (Ö3)          | 1 (17 Wo.)        | 17     |
| Schweiz (IFPI)           | 7 (23 Wo.)        | 23     |